# Mare Smythii

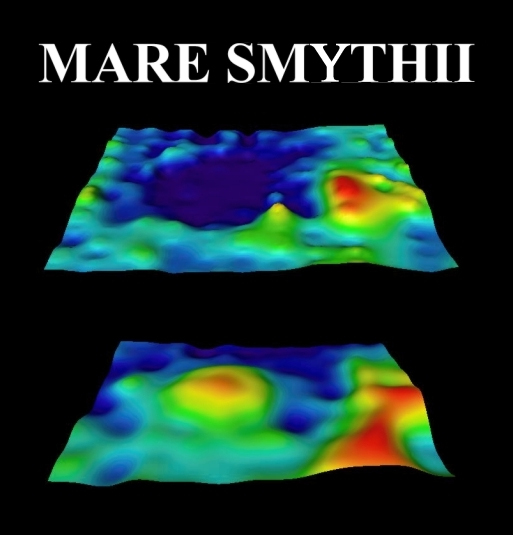
Górna ilustracja: topografia Mare Smythii, dolna: pole grawitacyjne tego samego obszaru, ukazujące maskon

Mare Smythii (łac. Morze Smytha) to morze księżycowe położone po widocznej stronie Księżyca. Jego średnica równa jest 373 km. Nazwa pochodzi od nazwiska dziewiętnastowiecznego astronoma brytyjskiego Williama Henry'ego Smytha. Na północ od morza położony jest krater uderzeniowy Neper, zaś na północny zachód od niego kratery Schubert oraz Schubert B. Na południowym brzegu Mare Smythii znajduje się krater Kästner.